# Pauesia ponderosae
Pauesia ponderosae är en stekelart som först beskrevs av Muesebeck 1958.  Pauesia ponderosae ingår i släktet Pauesia och familjen bracksteklar. Inga underarter finns listade i Catalogue of Life.